# Schwenckia
Schwenkia é um gênero botânico pertencente à família Solanaceae. Atualmente, o gênero inclui cerca de 25 espécies, nativas da América do Sul e Central, sendo S.americana Rooyen ex L. introduzida em regiões da África.

## Descrição[2][3]

#### Habito e Morfologia Geral:
Schwenckia compreende plantas que variam de arbustos, ervas e lianas, anuais ou perenes, apresentando ramificações ou não, glabras a pubescentes. Os tricomas são simples e podem ser glandulares ou eglandulares.

#### Folhas:
São simples, alternas ou, ocasionalmente, fasciculadas, podendo ser sésseis ou pecioladas. As lâminas foliares são variadas, incluindo formas lineares, lanceoladas, oblongas, ovadas ou cordadas, com margens inteiras e consistência membranosa ou cartácea.

#### Flores:
As flores são sésseis ou pediceladas, actinomorfas a levemente zigomorfas, e pentâmeras. O cálice é tubuloso ou campanulado, com lobos agudos e atenuados.

#### Frutos:
O fruto é uma cápsula septícida, variando de subglobosa a ovada e, ocasionalmente, apiculada, com pericarpo liso e glabro. Apresenta cálice persistente, que pode recobrir parcial ou totalmente o fruto. As sementes são numerosas, de formato poliédrico.

## Usos
Há relatos do uso terapêutico tradicional de S. americana Rooyen ex L. no continente africano . Estudos também identificaram a presença de compostos bioativos, como alcaloides, taninos, fenóis e flavonoides, em diferentes partes da planta, reforçando seu potencial medicinal.

## Espécies[7]
- Schwenckia alvaroana Benítez
- Schwenckia americana Rooyen ex L.
- Schwenckia angustifolia Benth.
- Schwenckia aurantiaca Paucar & Stehmann
- Schwenckia breviseta Casar.
- Schwenckia curviflora Benth.
- Schwenckia elegans Carvalho
- Schwenckia filiformis Ekman ex Urb.
- Schwenckia glabrata Kunth
- Schwenckia heterantha Carvalho
- Schwenckia huberi Benítez
- Schwenckia hyssopifolia Benth.
- Schwenckia juncoides Chodat
- Schwenckia lateriflora (Vahl) Carvalho
- Schwenckia micrantha Benth.
- Schwenckia mollissima Nees & Mart.
- Schwenckia novaveneciana Carvalho
- Schwenckia paniculata (Raddi) Carvalho
- Schwenckia trujilloi Benítez
- Schwenckia volubilis Benth.